# طوطی‌کاکلی سینه‌صورتی
طوطی‌کاکلی سینه‌صورتی(نام علمی: Eolophus roseicapilla) نام یک گونه از تیره طوطی‌کاکلی است.